# 李輔 (成漢)
李 輔（り ほ、? - 303年）は、西晋にかけての武将。字は玄政。巴氐族（巴賨族）の出身であり、略陽郡臨渭県（現在の甘粛省秦安県の東南）の人。父は東羌猟将の李慕。弟は李特（成漢の創始者）・李庠・李流・李驤。子は李忠ら。

## 生涯
勇敢であり、武に長けていたという。
元康6年（296年）、氐族の斉万年の乱が起こると、略陽・天水を初め6郡の民は食糧を求めて益州へ避難し、李輔の一族もこれに随行したが、李輔自身は略陽に留まった。
永康元年（300年）、益州刺史趙廞が反乱を起こすと、弟の李庠らはこれに参与し、威寇将軍に任じられた。この時期、李輔は蜀へ入った。趙廞が李庠とその子李弘らを誅殺すると、李特らが乱を起こすことを恐れ、李輔を督将に任じて、李特・李驤を始め配下の兵士を慰撫させた。
趙廞の乱が鎮圧されると、朝廷は秦州・雍州から漢川に移った流民を召還するよう通達を出した。李輔は、流民達を故郷へ返す説得に当たるよう命を受けたが、李特と会うと「中国は乱れており、帰還するには及ばない」と忠告した。李特は深く同意し、蜀の地に雄拠する意志を持つようになった。
李特が新任の益州刺史羅尚と対立すると、李輔は驃騎将軍に任じられた。李驤と共に広漢郡太守の辛冉を攻撃し、その軍勢を幾度も破った。羅尚は李苾と費遠を派遣し、軍勢を率いて辛冉を救援させたが、恐れて進軍しなかった。辛冉は連敗を続け、策も無く気力も尽き果て、江陽へ逃走した。
太安2年（303年）2月、羅尚が李特の陣営に奇襲を掛けると、李特は大敗を喫して討ち死にした。この戦いで、李輔も戦死した。
李雄が王位に即くと、李輔を追諡して斉烈王とし、子の李忠に後を継がせた。